# Hold On 'til the Night

Hold On ‘Til The Night est le premier album de Greyson Chance, sorti le 2 août 2011. Il a été enregistré à Los Angeles.

## Liste des titres
1. Waiting Outside the Lines
2. Unfriend You
3. Home is in your eyes
4. Hold On ‘Til the Night
5. Heart Like Stone
6. Little London Girl
7. Cheyenne (Kaci Brown a coécrit ce titre)
8. Summertrain
9. Stranded
10. Take A Look At Me Now